# متحف العلوم البحرية
متحف العلوم البحرية (باليابانية: 船の科学館، بالروماجي: Fune-no-kagakukan) هو متحف بحري يقع في أودايبا، شيناغاوا، طوكيو في اليابان اُفتتح في 20 يوليو 1974، وهو متحف متخصص في العلوم البحرية، وتشمل معروضات المتحف قوارب يابانية وتصاميم بناء سفن وقوارب صيد وغواصات وغيرها من المعروضات التي تتعلق بالتاريخ البحري الياباني، صمم مبني المتحف على شكل عبارة محيطات.